# Женская сборная Гондураса по волейболу
Женская национальная сборная Гондураса по волейболу (исп. Selección femenina de voleibol de Honduras) — представляет Гондурас на международных волейбольных соревнованиях. Управляющей организацией выступает Национальная федерация волейбола Гондураса (исп. Federación Hondureña de Voleibol).

## История
Волейбол в Гондурасе появился 1930-х годах. Развитием нового для страны вида спорта руководила Национальная спортивная федерация, в составе которой был образован сектор волейбола, в 1974 году присоединившийся к ФИВБ. В 1987 основана независимая Федерация волейбола Гондураса.
На международной арене женская волейбольная сборной Гондураса дебютировала во время III Центральноамериканских игр, прошедших в январе 1986 года в Гватемале. В волейбольном турнире соревнований команда Гондураса заняла 4-е место. В последующие годы гондурасские волейболистки регулярно участвовали в Играх и в 1990 году стали серебряными призёрами, а в 1997 — победителями турнира.
В 1987 году сборная Гондураса дебютировала в розыгрыше Центральноамериканского Кубка и до 2016 являлась неизменным участником турнира. За это время волейболистки Гондураса один раз стали победителями и ещё четырежды призёрами соревнований, но эти успехи относятся только к периоду 1989—1997 годов. С 1999 по 2021 команда Гондураса выше предпоследнего места в розыгрыше Кубка, в котором принимают участие сборные стран Центральной Америки, не поднималась. В 2023 году после 26 летнего перерыва гондурасские волейболистки в очередном розыгрыше Кубка сумели медали, став серебряными призёрами турнира.
В 1989 году волейболистки Гондураса единственный раз в своей истории участвовали в чемпионате NORCECA, но выступили неудачно, заняв последнее место.
С 2005 года сборная Гондураса четырежды принимала участие в отборочных турнирах чемпионатов мира и один раз — в олимпийской квалификации, но каждый раз была весьма далека от попадания на крупнейшие международные волейбольные соревнования.

## Результаты выступлений и составы

### Олимпийские игры
Сборная Гондураса принимала участие в одном отборочном олимпийском турнире.
- 2012 — не квалифицировалась

- 2012 (квалификация): Элси Флорес, Мария-Элена Бараона, Даниэла Диас, Катарине Лейва, Карла Диксон, Тесса Флорес, Эстела Дурон, Сара Эрнандес, Лилибет Ромеро, Дариана Флорес, Марияхосе Диас, Дания Сармьенто. Тренер — Мэттью Уинклер.

### Чемпионаты мира
Сборная Гондураса принимала участие в 4 отборочных турнирах чемпионатов мира.
- 2006 — не квалифицировалась
- 2010 — не квалифицировалась
- 2014 — не квалифицировалась
- 2018 — не квалифицировалась

- 2006 (квалификация): Ана Фиальос, Габриэла Моралес, Катерине Лейва, Бесси Инестроса, Аида Дельгадо, Мирна Паленсия, Тесса Флорес Эспиноса, Алекса Очоа, Карол Хирон, Сара Эрнандес, Элена Сапата, Габриэла Рамирес. Тренер — Уолтер Монтес.
- 2010 (квалификация): Индира Инестроса, Дульсе Мехия, Габриэла Рамирес, Карла Понсе, Дженнифер Торрес, Мария Родригес, Мария-Элена Бараона Нуньес, Кармен Агилар, Сара Эрнандес, Марсия Ордоньес, Мария-Хосе Диас Соса. Тренер — Рауль Фигероа.
- 2014 (квалификация): Лилибет Ромеро, Мария-Элена Бараона Нуньес, Дульсе Мехия, Катерине Лейва Арриола, Серхи Кампос, Лесби Миденсе, Тесса Флорес Эспиноса, Эстела Дурон, Моника Риверо, Андреа Ривера, Адриана Флорес, Мария-Хосе Диас Соса, Дания Сармьенто. Тренер — Маркос Техада Агилар.
- 2018 (квалификация): Рут Агилар Кампос, Мария-Элена Бараона Нуньес, Эстефани Годой Эсканилья, Катерине Лейва Арриола, Мария Каркамо Гильен, Лесби Миденсе, Тесса Флорес Эспиноса, Сесиль Джонсон Хайдес, Лурдес Моралес Варела, Адриана Флорес, Мария-Хосе Диас Соса, Дульсе Мехия. Тренер — Маркос Техада Агилар.

### Чемпионаты NORCECA
Сборная Гондураса участвовала только в одном чемпионате NORCECA.
- 1989 — 11-е место

### Центральноамериканские и Карибские игры
Сборная Гондураса принимала участие только в одном волейбольном турнире Центральноамериканских и Карибских игр.
- 1998 — 6-е место

### Центральноамериканские игры
| - 1973 — не участвовала - 1977 — не участвовала - 1986 — 4-е место - 1990 — 2-е место - 1994 — 4-е место | - 1997 — 1-е место - 2001 — 4-е место - 2010 — 5-е место - 2013 — 6-е место - 2017 — 4-е место |

### Центральноамериканский Кубок
| - 1974 — не участвовала - 1976 — не участвовала - 1977 — не участвовала - 1987 — 5-е место - 1989 — 3-е место - 1991 — 1-е место - 1993 — 3-е место - 1995 — 3-е место - 1997 — 2-е место - 1999 — 6-е место - 2000 — 6-е место | - 2002 — 4-е место - 2004 — 4-е место - 2006 — 5-е место - 2008 — 6-е место - 2010 — 6-е место - 2012 — 6-е место - 2014 — 5-е место - 2016 — 5-е место - 2018 — не участвовала - 2021 — 7-е место - 2023 — 2-е место |

### Центральноамериканский «Финал четырёх»
- 2024 —  3-е место

## Состав
Сборная Гондураса в розыгрыше Центральноамериканского «Финал четырёх» 2024.
| №  | Имя, фамилия             | Год рождения | Рост | Амплуа      | Клуб            |
| -- | ------------------------ | ------------ | ---- | ----------- | --------------- |
| 2  | Бесси Инестроса Эспиналь | 1987         | 171  | нападающая  | «Даймондс»      |
| 3  | Эстела Дуран Санчес      | 1989         | 172  | связующая   | «Глобаль»       |
| 6  | Сесиль Джонсон Хайдес    | 1998         | 174  | нападающая  | «Глобаль»       |
| 8  | Ана Марселин Гонсалес    | 2001         | 191  | центральная | «Фос-ду-Игуасу» |
| 11 | Андреа Дуарте Фонсека    | 2002         | 173  | нападающая  | «Даймондс»      |
| 12 | Андреа Суньига Кастро    | 2002         | 151  | либеро      | «Галакси»       |
| 15 | Росио Дуран Рейес        | 2003         | 185  | нападающая  | «Галакси»       |
| 16 | Андреа Асейтуно Агилера  | 2003         | 169  | нападающая  | «ЭНОК Лайонс»   |
| 17 | Габриэла Гомес Пинеда    | 2004         | 167  | связующая   | «Галакси»       |
| 18 | Наталия Рейес Деграндес  | 2004         | 180  | центральная | «Глобаль»       |
| 20 | Дасли Дуран Мембреньо    | 2004         | 173  | нападающая  | «Пуэбла»        |
| 21 | Шантте Сильесар Кастро   | 2004         | 178  | центральная | «ЭНОК Лайонс»   |
| 23 | София Гадеси Моралес     | 2007         | 173  | центральная | AST             |
| 25 | Саша Кавас Байен         | 2008         | 171  | нападающая  | 305 ВБК         |

- Главный тренер —  Маркос Сугияма.
- Тренер — Кристиан Родригес Савала, Джонатан Агилар Баутиста.